# Prays inscripta
Prays inscripta là một loài bướm đêm thuộc họ Yponomeutidae. Nó được tìm thấy ở New South Wales và Victoria.
Ấu trùng ăn Phebalium. 